# Cicirra
Cicirra decemmaculata es una especie de araña araneomorfa de la familia Desidae. Es la única especie del género monotípico Cicirra.  Es nativa de Tasmania.